# 사회학적 상상력
사회학적 상상력이라는 용어는 미국의 사회학자 C. 라이트 밀스(C. Wright Mills)에 의해 만들어졌다. 라이트 밀스는 1959년 저서 "사회학적 상상력"에서 사회학 분야에서 제공하는 통찰력의 유형을 묘사했다. 이 용어는 사회학의 본질과 일상 생활의 관련성을 설명하기 위해 사회학의 입문 교과서에 사용된다.

## 정의
사회 학자들 사이에서도 해당 개념에 대한 이해가 다르지만 그 범위는 몇 가지 중요한 공통점을 시사한다. 그들은 C. Wright Mills가 사회학적 상상력을 "개인적인 경험과 보다 넓은 사회 사이의 관계에 대한 인식"으로 정의했다고 결론지었다.
사회학적 상상력은 일상 생활의 단조로움에서 벗어나려는 삶에 대한 전망이다. 특히, 사회학적 상상력은 개인이 자신의 인생사가 역사적인 과정의 결과이고 더 큰 사회적 맥락에서 이것이 발생하는 방식에 대한 깊은 이해를 발전시키는 것을 포함한다.
사회학적 상상력 : 사회학적인 질문에 대한 질문과 대답에 대한 상상적 사고의 적용. 사회 학적 상상력을 사용하는 사람은 익숙한 일상 생활에서 "자기 자신을 보다 멀리" 생각한다.
사회학적 상상력을 설명하는 또 다른 방법은 사회적 결과가 우리가 하는 일에 기반한다는 것을 이해하는 것에 있다. 정의를 확장하기 위해 사회의 어떤 것들이 특정 결과로 이어질 수 있다는 것을 이해하는 것이 중요하다는 것이다. 언급된 요인은 모두 다른 사람에게 영향을 미치는 규범 및 동기, 사회적 맥락 및 사회적 행동과 맥락을 같이한다. 우리가 하는 일은 우리가 처한 상황, 우리가 가진 가치, 우리 주변 사람들이 행동하는 방식에 의해 결정된다. 이러한 장치를 검토하여 모두 하나의 결과와 어떤 관련이 있는지 확인한다. 사회 학적 상상력은 개인과 사회의 상호 작용을 이해하는 사고의 수준으로 간주 될 수도 있다.
이러한 결과를 형성하는 요소에는 다음이 포함된다 (단, 이에 국한되지 않음) : 사회적 규범, 사람들이 자신의 행동에서 얻고자 하는 것 ( 동기 ), 그들이 살고있는 사회적인 맥락 (예 : 국가, 기간, 함께 어울리는 사람들) ).
사회학적 상상력은 한 관점에서 다른 관점으로 이동할 수 있는 능력이다. 사회학적 상상력을 갖추기 위해서는 특정 상황에서 벗어나 다른 관점에서 생각할 수 있어야한다. 그것은 우리가 "우리의 일상에서 벗어나 자신을 생각하고 그것을 새롭게 바라 볼 것"을 요구한다. 지식을 습득하려면 일상을 따르기보다는 개인적인 상황의 즉각적인 판단에서 벗어나 보다 넓은 맥락에 사물을 배치하는 것이 중요하다.
Mills는 "개인적 문제와 공공 문제"를 연결하는 사회 학적 상상력의 힘을 믿었다.
사회에서, 특히 특정한 기간 내에서 한 개인의 역사적, 사회학적 의미를 알고 싶은 충동이 존재한다. 이를 위해 사회학적 상상력을 사용하여 개개인의 다양한 내적 자아 및 외적인 경력에 대한 의미의 측면에서 더 큰 역사적 장면을 잘 이해할 수 있다. 과거의 모든 사건에 대한 저마다의 역사를 되돌아 보면 사회학적 상상력은 대부분 같은 패턴을 따르기 때문에 현재로 이어진 과거의 사건에 대해 성찰 할 수도 있다. Mills는 역사가 사회학적 상상력의 중요한 요소라고 주장했다. 이러한 다양한 역사적 사건은 현대 사회 전체와 그 안의 개인을 형성했다. 과거의 경험을 바탕으로 자신의 삶이 다른 사람과 비교되는 위치를 파악할 수 있다. Mills는 자신의 상황을 진정으로 이해할 수 있어야 자신을 진정으로 이해할 수 있다고 주장한다.
또 다른 관점은 사회학을 선택한 이유가 사회학이 "...사회적 불의를 드러내고 대응하기 위한 개념과 기술을 제공할 수 있는 학문"이라고 생각했기 때문이다. 그는 결국 그의 사회학 직업에 실망하게 되었는데, 그 이유는 사회학이 그의 책 "사회학적 상상력"에서 그것을 비판했기 때문이다.  몇몇 사회 입문 수업에서 사회학적 상상력은 밀스와 함께 제기되며, 밀스는 사회학적 상상력을 어떻게 사람들이 정보를 사용하고 세상에서 무슨 일이 일어나고 있는지 명료하게 요약하기 위한 이성을 계발하는 데 도움을 줄 수 있는 중요한 마음의 자질이라고 특징지었다.

## 실생활에서의 응용

### 사회학적 상상력 부족
사회학적 상상력은 행동을 통제할 수 있는 사회적 규범이나 요인에 휘둘리지 않고 저마다 주관적인 결정을 내릴 수 있게한다. 사회학적 상상력의 부족은 사람들을 매우 무관심하게 만들 수 있다. 이러한 무관심은 도덕적인 공포를 다루는 시나리오에서 분노의 부족으로 표현된다. 홀로 코스트는 사회가 지도자의 권력에 의지하고 사회학적 상상력을 사용하지 않을 때 일어나는 일을 보여주는 고전적인 예이다. 사회적 무관심은 지도자들에 의해 행해진 잔학 행위들을 받아들이고 지도자들의 행동과 결정에 도덕적으로 반응할 수 있는 능력의 부족으로 이어질 수 있다. 홀로코스트는 사회가 무관심의 희생양이 되고 기꺼이 그들이 저지른 참상을 외면하는 독재 정권의 절대 권력 원칙에 바탕을 두고 있다. 사람들은 아돌프 히틀러가 내린 결정을 기꺼이 받아들였고 명령을 수행했다. 왜냐하면 그들은 자각과 도덕 규범을 잃었고, 그 후에 새로운 사회 도덕 강령을 채택했기 때문이다. 그렇게 함으로써 그들은 히틀러의 명령에 도덕적으로 반응하는 능력을 잃었고, 결과적으로 6백만 명 이상의 유대인, 다른 소수민족, 그리고 장애인을 학살했다.
사회학적 상상력은 사회학적 개념과 사회로서의 세계의 정보를 포괄한다. 어떻게 해석하고 어떻게 보는가에 대한 개념을 포괄하는 것이다. 한 개인의 삶과 한 사회의 삶을 동시에 이해해야 관련성을 이해할 수 있다. 그러므로, 사회학적 상상력은 한 사람의 삶의 상황과 실제 사회의 상황을 비교하는 것이다.
사회학적 상상력은 우리가 세상을 보는 방법과 우리가 통제할 수 없는 사람, 사건, 그리고 상황과 연관되기 위한 특정한 정신적 장애물을 어떻게 극복하는지에 대한 차이를 만들 수 있도록 도울 수 있다. 이것은 우리가 다른 사람들의 입장에 서게 하고, 그렇게 함으로써 우리의 문제들을 해결하고, 결국 우리 자신에게 이익을 주도록 한다.
이 모든 것은 우리의 개인적인 상황과 사회적인 상황의 단순한 차이와 함께 전체 커뮤니티에 영향을 미치는 상황과 함께 제공된다. 사회의 일상적인 투쟁과 사물 등을 이용하여 보다 나은 개인적인 선택을 하고 우리 자신에게 이익이 되는 방법을 알아내도록 하여 세상을 보다 나은 곳으로 만든다. 이는 삶을 쉽고 스트레스가 적게 만들어 우리에게 이익이 되고 우리를 행복하게 하며, 개인으로서 올바른 일을 하게끔 도와준다.

## 사회학적 관점
Peter L. Berger는 관련 용어 "사회학적 관점"을 고안했다. 그는 사회학자들이 특정 개인의 행동에서 일반적인 패턴을 깨닫도록 도와주었다고 말했다. 사회 학적 관점은 개인의 선택에 의해 고려할 수 있으며 사회가 개인의 삶을 형성하는 데 어떤 역할을하는지 생각할 수 있게 만든다.

## 영화에서의 적용
학생들의 사회학적 주제에 대한 이해를 높이기 위해 인기 영화를 사용하는 것의 이점은 널리 인정받고 있다. 사회 문제에 대한 수업을 하는 선생님들은 영화를 이용해 전쟁에 대해 가르치고, 학생들이 세계적인 관점을 이해하는 것을 돕고, 인종 관계의 문제에 직면하는 것을 돕는다. 대중 문화의 수업에 대한 멀티미디어 접근법의 일환으로 영화를 사용함으로써 얻을 수 있는 이점들이 있다. 그것은 의료 사회학 학생들에게 실제 관찰 경험을 위한 사례 연구를 제공한다. 그것은 영화의 가치를 문화 사상, 자료, 제도의 변화에 대한 역사적 기록으로서 인정한다.
장편 영화들은 사회학 입문 과정에서 사회학적 사고의  타당성을 증명하고 사회학적 상상력이 사람들로 하여금 그들의 사회 세계를 이해하는데 어떻게 도움을 주는지를 보여주기 위해 사용된다. 영화는 학생들에게 친숙한 매체로서, 학생들이 자신의 경험과 보다 넓은 이론을 연결하는데 도움을 준다. 사회학적 상상력은 새로운 소재를 갈등 이론과 기능론의 맥락에서 관련지어 이해함으로써 입문 수업에서 가장 잘 발달되고 그 효과가 발휘된다는 것이 기본적인 가정이다.
장편영화의 결정과 분석에 사용되는 사회학적 상상력은 사회학적 관점에서는 다소 중요하지만, 사회학적 상상력의 전달은 사회학적 관점을 배우는 데 유용한 도구가 될 수 있어 이러한 과정 속에서 이것을 얻을 수 있다. 사회학과 영화 제작 모두, 묘사되고 있는 메시지와 주제 등에 시청자들이 반응하기 때문에, 해석의 측면에서 논쟁의 여지가 생기게 된다.

관람을 통해 영화를 보는 사람들 사이에서 오락적인 만족이나 영화의 주제를 진정으로 이해하거나 해석하기 위한 개념에 대한 토론이 이루어진다. 이 토론에서, 줄거리들이 만들어지고 결론이 도출되며, 현대 사회의 많은 사소한 문제/상황이 적나라하게 보여진다. 적어도 오늘날 세계에서 진행 중인 특정 집단, 상황의 이익을 위한 타협으로 만들어진 것이라면 말이다. 그래서, 이것은 사람들을 돕고, 도덕적으로 허용가능한지 아닌지를 결정하는 이로운, 그리고 효율적인 방법들을 찾기 위한 추가적인 사회학적 상상력을 만들어내고, 심지어 누군가의 심리적인 상태를 바꾸거나 심지어 더할 수 있는 이데올로기적인 측면을 통해 사람들을 연결시키는 새로운 아이디어와 방법들의 제공을 돕는다.

## 창조
Mills는 사회학적 상상력을 사용하여 타당하고 신뢰할 수 있는 사회학적 연구를 수행하는 데 도움이 되는 팁을 만들었다.
1. 훌륭한 장인이 될 것 : 경직된 절차는 피해야 한다. 무엇보다도, 사회학적 상상력을 발전시키고 사용하고자 한다. 방법과 기술의 페티시즘을 피해야 한다. 가식 없는 지적인 장인의 갱생을 촉구하고, 스스로 그러한 장인이 되도록 노력하라. 모든 사람을 자신만의 방법론자가 되게 하라. 모든 사람을 자신만의 이론가가 되게 하라. 이론과 방법을 다시 한 번 공예의 실천의 일부가 되게 하라. 이는 개별 학자의 우월성을 상징하며, 기술자 연구팀의 우위에 반대한다. 인간과 사회의 문제에 맞서고 있는 그 스스로가 일정한 마음을 가져라.
2. 연관된 개념과 분리된 개념의 비잔틴적 특이성, 즉, 말의 매너리즘을 피하라. 당신 자신과 다른 사람들에게 명료한 진술의 단순성을 촉구하라. 여러분이 그것들을 사용하는 것이 여러분의 감성의 범위, 참조의 정확성, 추론의 깊이를 넓힌다고 굳게 믿을 때만 더 정교한 용어를 사용해야 한다. 사회에 대한 판단을 회피하기 위한 수단이자, 작품에 대한 독자들의 판단을 피하기 위한 수단으로서 이해할 수 없는 것을 사용하는 것을 피하라.
3. 여러분의 작업이 필요로 한다고 생각하는 초역사적인 구조를 만들고, 하위역사적인 세부 사항도 조사하라. 공식적인 이론을 만들어 내고 가능한 한 모형을 만들어 볼 것. 작은 사실과 그 관계, 그리고 크고 독특한 사건도 자세히 조사해야 한다. 하지만 광신적이게 되어서는 안된다 : 그러한 모든 일을 역사적 사실과 지속적이고 밀접하게 연관시켜라. 언젠가 다른 사람이 당신을 위해 이런 일을 할 거라고 생각하면 안된다. 현실의 정의를 과제로 삼아라. 이러한 관점에서 너의 문제를 만들어라. 그리고 그들이 결합하는 문제들과 문제점들을 해결하려고 노력하라. 그리고 적어도 확실한 예시를 염두에 두지 않고서는 3페이지 이상을 작성하지 말아야 한다.
4. 작은 환경 하나 하나만을 차례로 연구하지 말고, 밀리외가 조직된 사회 구조를 연구하라. 보다 큰 구조에 대한 이러한 연구의 관점에서, 자세히 연구해야 할 밀리유를 선택하고 밀리유가 구조와 상호 작용을 이해하는 방식으로 연구한다. 시간 범위와 관련된 비슷한 방식으로 진행하라. 그러나 정밀한 언론인인 것 뿐만이 아니다. 저널리즘이 위대한 지적인 노력이 될 수 있다는 것과 여러분의 저널리즘이 더 위대하다는 것을 알아라! 따라서 정적인 칼날같은 순간이나 매우 짧은 시간에 대한 미세한 연구 결과만 보고하지 말아라. 인류의 역사를 살펴보고 그 안에서 몇 주, 몇 년, 몇 년, 몇 년을 조사하는 것이 바람직하다.
5. 당신의 목표는 특정한 사회구조와 현재 세계사에 존재하는 사회구조를 완전히 비교하는 것이라는 것임을 깨달아라. 그것을 수행하기 위해서는 지배적인 학과의 독단적인 전문화를 피해야 한다는 것을 깨달아야 한다. 주제에 따라, 그리고 무엇보다도 중요한 문제에 따라 작업을 다양하게 전문화해야 한다. 이러한 문제들을 공식화하고 해결하려 할 때, 주저하지 말고 진정으로, 지속적으로 그리고 상상적으로 인간과 사회에 대한 모든 합리적인 연구의 관점과 물질, 아이디어와 방법에 의존해야 한다. 그것들은 여러분의 공부이다; 그것은 여러분이 속한 것의 일부이다; 그것을 이상한 전문용어와 가식적인 표현하면서 그것을 닫아버리는 사람들에 의해 빼앗기지 않도록 해야한다.
6. 여러분이 가정하고 암시하고 있는 인간의 본성에 대한 일반적인 개념인 인간의 이미지와 역사의 이미지, 그리고 역사가 어떻게 만들어지고 있는지에 대한 개념에 항상 눈을 뜨고 있어야한다. 한 마디로 역사의 문제, 전기의 문제, 그리고 전기와 역사가 교차하는 사회 구조의 문제에 대한 여러분의 관점을 지속적으로 고민하고 수정해라. 다양한 개성과 획기적 변화의 방식에 눈을 떼지 마라. 여러분이 보고 상상하는 것을 인간의 다양성을 연구하는 단서로 사용하라.
7. 여러분이 고전적인 사회 분석의 전통을 계승하고 계승하고 있다는 사실을 알도록 하라. 그러므로 인간을 고립된 단편으로, 그 자체로 이해할 수 있는 분야나 시스템으로 이해하려고 노력하지 마라. 사람들을 역사적, 사회적 행위자로, 그리고 다양한 사람들이 다양한 인간 사회에 의해 정교하게 선택되고 형성되는 방식을 이해하려고 노력하라. 어떤 작품을 완성하기 전에, 아무리 간접적인 경우라도, 그것을 중심적이고 지속적인 작업, 즉 구조와 표류, 형태와 의미, 20세기 후반의 인간 사회의 끔찍하고 웅장한 세계를 이해하는 데 초점을 맞추어야 한다.
8. 공개적인 이슈가 공식적으로 공식화되거나 개인적인 문제가 느껴져 학습에 사용하는 문제를 결정하도록 해서는 안 된다. 무엇보다도, 관료적 기질의 자유주의적 실용성이나 도덕적 기질의 자유주의적 실용성을 타인의 용어로 받아들임으로써 도덕적, 정치적 자율성을 포기하지 말아야 한다. 많은 개인적인 문제들은 단지 문제 그 자체로 해결될 수 없고 공공의 문제들과 역사를 만드는 문제들의 측면에서 이해되어야 한다는 것을 알아라. 공공 현안속에서 인간적인 의미는 그것들을 개인의 삶의 문제들과 연관시킴으로써 밝혀져야 한다는 것을 알아야 한다. 사회과학의 문제들은 적절히 공식화되었을 때, 문제들과 문제들, 전기와 역사, 그리고 그들의 복잡한 관계의 범위를 포함해야 한다는 것을 알아라. 그 범위 내에서 개인의 삶과 사회의 형성이 일어난다; 그리고 그 범위 안에서 사회학적 상상력은 우리 시대의 인간 삶의 질에 변화를 가져올 수 있는 기회를 갖는다.[12]

## 기타 이론
Herbert Blumer는 그의 작품 Symbolic Interactionism : Perspective and Method에서 우리 주변 세계를 비표준적인 시각으로 보는 아이디어를 발전시킨다. 사회 과학자들이 해당 연구 영역을 이해하고 분석하도록 돕는다.
누군가는 경험의 세계를 어떤 계획이나 이미지를 통해서만 볼 수 있다. 과학적 연구의 행위는 사용되는 경험적 세계의 근본적인 그림에 의해 지향되고 형성된다. 이 그림은 문제의 선택과 공식화, 데이터가 무엇인지 결정, 데이터를 얻기 위한 수단, 데이터 간에 요구되는 관계의 종류, 제안을 제시하는 형식을 설정한다. 경험 세계의 초기의 그림이 과학적 연구 행위 전체에 미치는 이러한 근본적이고 만연한 영향에 비추어 볼 때, 이 그림을 무시하는 것은 우스꽝스러운 일이다. 세계의 밑바탕에 깔린 이런 그림은 항상 일련의 전제형태로 식별할 수 있다. 이러한 전제는 그림을 구성하는 핵심 물체에 명시적 또는 암시적으로 주어진 성격에 의해 구성된다. 진정한 방법론적 관점의 피할 수 없는 과제는 이러한 전제를 확인하고 평가하는 것이다.
Blumer의 제자 인 Howard S. Becker는 연구중인 물체에 대한 특정 시각에 대한 그의 아이디어를 계속 발전 시켰으며 1998년에는 Tricks of the Trade : How to Think about Your Research while You 're Doing It where라는 책을 저술했다. 그는 사회학적 연구를 수행하는 데 유용할 수 있는 권장 사항 목록을 제공한다. 그의 주된 아이디어는 연구 대상, 현상 또는 사회적 집단의 포괄적인 그림을 만드는 것이다. 이를 위해, 그는 연구를 수행하기 전에 통계 및 역사적 지식에 특히 주의를 기울이고, 비판적 사고를 사용하며, 모든 사람이 이해할 수 있고 받아들일 수 있는 연구 결과를 만들기 위해 세계의 보편적인 모습을 만들기 위해 노력할 것을 제안한다.

## 그 밖의 자료
- Imaginary (sociology)
- Sociological theory

## 추가로 읽어 볼 것
- - Mills, C. W.: 1959, The Sociological Imagination, Oxford University Press, London.
  - Michael Hughes, Carolyn J. Kroehler, James W. Vander Zanden. 'Sociology: The Core', McGraw-Hill, ISBN 0-07-240535-X Online chapter summary
  - Judith Bessant and Rob Watts, 'Sociology Australia' (2nd ed), Allen & Unwin, 2001. ISBN 1-86508-612-6ISBN 1-86508-612-6
  - Laurie Gordy and Alexandria Peary, 'Bringing Creativity into the Classroom: Using Sociology to Write First-Person Fiction.' Teaching Sociology.  Vol. 33, 2005 (October: 396–402).
  - Ray Jureidini and Marilyn Poole, 'Sociology' (3rd ed), Allen & Unwin 2002. ISBN 978-1-86508-896-9ISBN 978-1-86508-896-9
  - Joel Charon, 'Ten Questions: A Sociological Perspective', Fourth Edition. Wadsworth, 2000.
  - Earl Babbie, 'The Practice of Social Research', 10th edition, Wadsworth, Thomson Learning Inc., ISBN 0-534-62029-9
  - The Sociological Perspective: University of Missouri
  - Giddens, Anthony. "Sociological Imagination." Introduction to Sociology . 1996. Karl Bakeman. New York: W. W. Norton & Company, Inc, 1996. Print. ISBN 978-0-393-93232-4ISBN 978-0-393-93232-4
  - Tipton, Dana Bickford; Tiemann, Kathleen A. (1993), “Using the Feature Film to Facilitate Sociological Thinking”, 《Teaching Sociology》 21 (2): 187–191, doi:10.2307/1318642, JSTOR 1318642
  - Jon Frauley. 2010. Criminology, Deviance and the Silver Screen: The Fictional Reality and the Criminological Imagination. New York: Palgrave Macmillan.
  - Jon Frauley (ed). 2015. C. Wright Mills and the Criminological Imagination. Farnham, UK: Ashgate Publishing.

## 같이 보기
- 사회학 이론

## 참고 문헌
- Sociological-Imagination.ORG. Retrieved 23 February 2012. 보관됨 5 9월 2011 - 웨이백 머신
- C. Wright Mills, "The Sociological Imagination". From Lemert